# 米莉安·恩格爾
米莉安·恩格爾（希伯來語：מרים אנגל，1983年11月13日—）是以色列的編舞家、舞者、資深舞蹈教師及演員。安格爾為安格拉舞團及耶路撒冷國際獨舞藝術節的創辦人與藝術總監。她的作品曾於全球多項藝術節與劇院演出。

## 學歷
安格爾3歲時開始學舞，在耶路撒冷的贝特卡勒姆音樂舞蹈學院學習。1997年於阿莫納女子藝術神學院舞蹈專業就讀，1999年至2003年於Vertigo舞團與加通基布次的舞蹈工作坊受訓。2007年獲得耶路撒冷音樂與舞蹈學院（舞蹈學院）的學士學位與教學證書。2010年於特拉維夫大學「學報」新聞與傳播系結業。

## 職業生涯
安格爾受邀出訪全球不同舞團、藝術節，以客座藝術家身分創作、演出、擔任講師或教學其原創舞作與獨特技巧。
巡演地區包括：台北、上海、索菲亞、安卡拉、米蘭、約翰內斯堡、第比利斯、明斯克、杜伊斯堡、科克（愛爾蘭）、吉佳利（盧安達）等。安格爾亦多次以藝術家、講者身分受邀於美國芝加哥德保羅大學及加州柏克萊SADC中心活動。
其創作橫跨大型劇院作品、場域特定、公共／商業／數位空間、多元國際合作專案，展現獨特詮釋美學與精湛技巧。身為耶路撒冷人，她從城市多元複雜的文化氛圍吸取藝術與思想靈感，作品善於轉化以色列生活經驗為互動且具有普世性的當代舞台藝術。
作為資深藝術總監、編舞、表演者，擁有舞蹈、新聞傳播雙學歷，安格爾在文化創意領域以多元身份活躍。

### 參與製作（依照年份）
2003年，安格爾加入Kolben Dance舞團擔任主要舞者，參演多部國內外巡演作品，如《四季》（與Jerusalem Camerata Orchestra及指揮Avner Biron合作）、《Interface》《Hadira》《Nous》等。2005年起於Kolben Dance舞團任教古典芭蕾舞、現代舞，同時於Vertigo舞團舞者培訓課程授課。
2008年，創作了獨舞《Komi Lechi》及雙人舞《苦澀香醉與盲》，於耶路撒冷純舞蹈節首演。
2009年赴荷蘭阿姆斯特丹進修並參與當地藝術計畫，並於同年加入愛爾蘭科克Croi Glan舞團。
2010-2012年，回到以色列，與Tamie舞團（尼莫·弗里德編舞家）合作，隨團於上海、約翰內斯堡等地巡演，並負責Kolben Dance舞團及其舞者培訓課的彩排管理和行政事務。
2011年推出新作《海外（Xuliot）》，在耶路撒冷Gerard Behar中心首演，之後於世界各地巡演至2018年。
2012年創立安格拉舞團並擔任藝術總監，創作《無手》、《生日》、《最後的晚餐》、《茄子》、《核心》等原創舞作。2013年創辦「舞蹈空間」協會，推廣耶路撒冷舞蹈生態、專業舞者培訓，並規劃「家作」節及舞蹈平台，並長期於國內外大師班教學，包括古典芭蕾、現代舞、即興與編舞。
2017年起，參與Micro Theatre（耶路撒冷微型劇院），擔任《第一位國王》、《猶太戰爭》等劇編舞，後亦參演《天空之城》（City of Sky）及與Irina Gorlik合作創作《朱迪思的天使》（演女主角）。
2018-2019擔任耶路撒冷Beit Mazia劇院舞蹈系列藝術總監。
2019年，應索菲亞國家藝廊邀請，創作獨舞《青春歲月》（Naorim），向祖母兼舞者、畫家Dora Mushnova致敬。該作於以色列及全球多地首演，並成為個人編舞生涯經典。另年擔任保加利亞國家芭蕾舞團Ballet Arabesque《孤獨的人們》三部曲主創，雙人舞《Two Lonely People》赴盧安達UBUMUTO藝術節演出。
《青春歲月》奠定其個人獨舞路線。隨後創作《停止戰爭》（Stop the War）（2021年於希臘雅典首演，受邀赴安卡拉Solodance藝術節、科索沃 FemArt 演出）及《扎札爾——被大砲射出的女人》（2022年以色列首演，後邀至喬治亞國家當代芭蕾舞團演出）。
2020年疫情下，發起「LoveINg JERUSALEM」愛耶路撒冷計畫，以舞蹈與行為藝術紀錄城市真實愛情故事，成為國內外富有文化藝術意義的專案。2022推出「LoveINg ANKARA」於土耳其安卡拉實踐。
2022年創辦耶路撒冷國際獨舞藝術節 JISDF，獲得耶路撒冷基金會、城市政府、發展局、以色列外交部等支持，邀請國內外編舞於Hansen House露天舞台演出原創獨舞。
2023年，繼續在Hansen House及耶路撒冷劇院辦理JISDF第二屆。
2023年初，受保加利亞國家芭蕾舞團 Ballet Arabesque 邀請創作《少女與死神》，以施伯特名曲為背景，為18位舞者設計，4月於索菲亞音樂劇場首演，日後成團隊常設作品之一。

## 獎項與榮譽
2006年榮獲以色列美國文化基金會שרת基金專業舞者獎學金。

## 主要作品
- 2023 – 少女與死神 – 保加利亞國家現代芭蕾舞團「Ballet Arabesque」，索菲亞音樂劇場
- 2022 – 扎札爾 – 文創基金、耶路撒冷劇院首演，以色列
- 2022 – Bitter Sweet – 「LoveINg Ankara」土耳其－以色列專案
- 2021 – 停止戰爭 – 雅典駐村計畫（希臘）， Kinitiras 藝術連結
- 2019 – The Lonely People – Ballet Arabesque舞團，索菲亞，保加利亞
- 2019 – 青春歲月[5]－特拉維夫舞蹈展、蘇珊·戴爾國際展、舞蹈系列、Samilansky藝術節、耶路撒冷巡演、美國、保加利亞
- 2019 – A-DAY – 德保羅大學駐村計畫，美國芝加哥
- 2019 – C I Fly – YESA舞團，柏克萊，加州
- 2019 – Happy – Shawl-Anderson舞團，加州柏克萊
- 2018–2019 – 核心（Garin）– 舞蹈節Hot、蘇珊·戴爾、舞蹈系列、芝加哥、加州
- 2018 – Metok（甜蜜） – 獨舞作品，de-Paul University 駐村，美國芝加哥
- 2018 – H.T. Burleigh Songs – De-Paul University舞團作品，美國芝加哥
- 2018 – City 09 – YESA舞團，柏克萊，加州
- 2017 – 最後的晚餐 – Moar藝術節、耶路撒冷舞蹈節、舞蹈系列以及Hot與蘇珊·戴爾
- 2016 – 茄子（Aubergine）[6]– 耶路撒冷劇院、耶路撒冷藝術節、「特拉維夫舞蹈」蘇珊·戴爾、Beit Mazia劇院
- 2015 – 爺爺－孩子怎麼來的 – 耶路撒冷藝術節、「Hot」蘇珊·戴爾、Beit Mazia劇院
- 2014 – 生日 – 耶路撒冷藝術節、Fringe系列、「Hot」蘇珊·戴爾、「Toolbox」節、Pure Dance Festival
- 2012–2013 – 無手 – Beit Mazia劇院、「Hot」蘇珊·戴爾、耶路撒冷劇院、女性座談巡迴。巡演：保加利亞、美國
- 2011–2012 – 海外 – Whole Dance節、「Hot」蘇珊·戴爾。巡演：芝加哥、舊金山、保加利亞、白俄羅斯
- 2008 – Komi Lechi | 苦澀香醉與盲 – 首演於Whole Dance節、「EuroShalem」德國、波蘭、以色列

## 外部連結
- 耶路撒冷國際獨舞藝術節 (JISDF) 官網
- 安格拉舞團
- Loving Jerusalem專案
- 舞蹈空間專案